# نظام اجتماعي
في علم الاجتماع، النظام الاجتماعي هو شبكة من العلاقات النمطية تشكل رابطة قوية مابين الأفراد والجماعات والمؤسسات. يشير هذا المصطلح إلى الهيكل الرسمي للدور والمركز الممكن تشكيلهم في الجماعات الصغيرة المستقرة. ومن الممكن أن ينتمي الفرد لعدة نظم اجتماعية في وقت واحد. من الأمثلة على النظم الاجتماعية: أفراد الأسرة، المجتمعات، المدن، الشعوب، الجامعات، الشركات والمصانع. يعتمد تعريف المجموعات ضمن النظام الاجتماعي على عدة خصائص مشتركة كالمكان، الوضع الاقتصادي والاجتماعي، العرق، الدين، الوظائف الاجتماعية وغير ذلك من الصفات المشتركة

## أبرز علماء الاجتماع
دراسة النظام الاجتماعي يعتبر جزء لايتجزأ من علم الاجتماع والسياسة العامة وقد تمت دراسة النظم الاجتماعية منذ القدم حيث بداية دراسة علم الاجتماع
 

### تالكوت بارسونز
تالكوت بارسونز هو أول من أسس نظرية ممنهجة للنظم الاجتماعية أثناء عمله في إحدى البرامج الاجتماعية. وقد عرف النظام الاجتماعي كفرع “أو نظام فرعي” لما أطلق عليه نظرية العمل. وقد نظم بارسونز النظم الاجتماعية من حيث وحدات العمل، بحيث أن تكون الوحدة الواحد هي أي إجراء يتخذه الفرد. عرف تالكوت بارسونز النظام الاجتماعي كشبكة من التفاعلات ووفقاً له النظم الاجتماعية تعول على نظام اللغة والثقافة حيث أن وجود هذين العاملين في المجتمع أساسي ليتكون النظام الاجتماعي. وكانت دراسات بارسون هي الأساس الذي بني عليه باقي نظريات النظم الاجتماعية وقد أثارت الجدل حول ماهية الإطار الذي تبنى عليه النظم الاجتماعية كالاجراءات، التواصل أو أي علاقات أخرى

### نيكلاس لوهمان
نيكلاس لوهمان كان من أبرز العلماء الذين تخصصوا في علم الاجتماع والنظم الاجتماعية ويعرف بأنه من وضع أسس الفكر النظامي الحديث. بنا نيكلاس تعريفه للنظام الاجتماعي على الاتصال الجماهيري بين الأشخاص وقد عرف النظام الاجتماعي كنظام ذاتي مستقل عن بيئته. اعتبر لوهمان أن النظم الاجتماعية تنتمي إلى ثلاثة فئات: النظم الاجتماعية، المنظمات وأنظمة التفاعل. كما قد اعتبر النظم الاجتماعية كالدين، الفن، التعليم والعلم وما إلى أخره كنظم اجتماعية مغلقة تتكون من مجالات مختلفة من التفاعل. المنظمات عرفت كشبكة من القرارات المتكررة ذاتياً، “صعب إيجاد مثال من الواقع لتعريفه”. أما أنظمة التفاعل فهي عبارة عن نظام تفاعلي ذاتية التكرار بناء على التواصل أو الإتصال وليس صنع القرار 

### جاي رايت فوريستر
جاي رايت فوريستر هو مؤسس ديناميات النظام، وهي التي تتعامل مع محاكاة التفاعلات في الأنظمة الديناميكية. وقد ناقش خلال عمله في الأنظمة الاجتماعية إمكانيات ديناميكيات النظام الاجتماعي أو نمذجة النظم الاجتماعية باستخدام الحاسوب بغرض فحص امكانية تمرير سياسات عامة أو قوانين جديدة. وفي إحدى بحوثه عن السلوك العدائي للانظمة الاجتماعية أقر بصعوبة إنتاج نظام لنموذج حاسوبي موثق ولكنه احتج بأن استخدام نموذج سيئ أفضل من عدم استخدامه على الإطلاق قبل تطبيق سياسة جديدة.
يرى فوريستر أن السياسات العامة غير الناجحة تسعى لمعالجة أثر المسائل وليس أساسها وانهم بشكل عام يركزون على جهود المدى القصير عوضاً عن المدى البعيد. يحدث هذا نتيجة للفهم الخاطئ أو غير الكامل لأسباب المسألة من جانب صانعي القرار والتي قد تؤدي إلى سياسات ضارة أو غير فعالة مما يؤدي لتفاقم المسألة التي يفترض انها وظفت لحلها. وقد لاحظ فوريستر مشكلة أخرى وهي أن بعض السياسات التي قد تعمل على المدى البعيد من الممكن أن تثير بعض المشاكل على المدى القصير. وفقاً لرأي فوريستر، السياسة الناجحة يجب أن تستهدف نقاط القوة الصحيحة وفي هذه الحالة جانب المشكلة الاجتماعية إذا عدل سينتج تأثيراً كافياً لحل المشكلة.

## الأنظمة الاجتماعية والنمذجة
هناك مشكلة رئيسية تواجه الباحث عند دراسة الأنظمة الاجتماعية وهي صعوبة تشكيل واختبار النظريات حيث أنه من الصعب التلاعب أوالتحكم بالأنظمة الاجتماعية أما الأنظمة الاجتماعية واسعة النقاط لا يمكن إعادة إنتاجها في معمل الاختبارات. لكن مع تسارع توافر البيانات الرقمية خلال العقد المنقضي أعطت العلماء فرصة دراسة سلوك الأنظمة الاجتماعية بطريقة مفصلة وأكثر شمولاً لكيفية استجابة الانظمة الاجتماعية لمختلف الأحداث. بالإضافة إلى ذلك، تطور وانتشار منصات وسائل التواصل الاجتماعي كالفيسبوك والتويتر وفرت وسائل جديدة لدراسة تطور الأنظمة الاجتماعية وسلوكيات التواصل الاجتماعي مع رسوم بيانية. على الرغم من أن سلوكيات هذه الأنظمة قد تكون مفاجئة أو غير مفهومة بشكل جيد بعد، لكن العصر الرقمي سيفتح أفاقاً جديدة في دراسة الأنظمة الاجتماعية.